# Ачканов Федір Павлович
Ачка́нов Фе́дір Па́влович ((6 лютого 1881 , Одеса, Херсонська губернія  — 26 листопада 1957 )) — радянський державний і партійний діяч. Брат Григорія Ачканова.

## Біографічні відомості
Федір Ачканов народився в Одесі в сім'ї моряка.
З 1903 року член Комуністичної партії.
Учасник революції 1905—1907 років, член Одеського комітету РСДРП.
У травні 1917 року Федора Ачканова обрали членом Румчероду.
Один з організаторів Червоної гвардії в Одесі. Учасник Жовтневого збройного повстання в Петрограді.
На другому Всеросійському з'їзді Рад Федора Ачканова обрали членом ВЦВК.
Під час австро-німецької окупації України 1918 року перебував на підпільній партійній роботі в Харкові, Києві, Одесі.
У 1919 року Федір Ачканов був членом ревкому в Києві, Одесі, заступником голови Всеукраїнського залізничного ревкому.
Від 1920 року перебував на партійній, державній і господарській роботі.

## Нагороди
Федора Ачканова нагороджено орденом Леніна.